# Johannes Piron

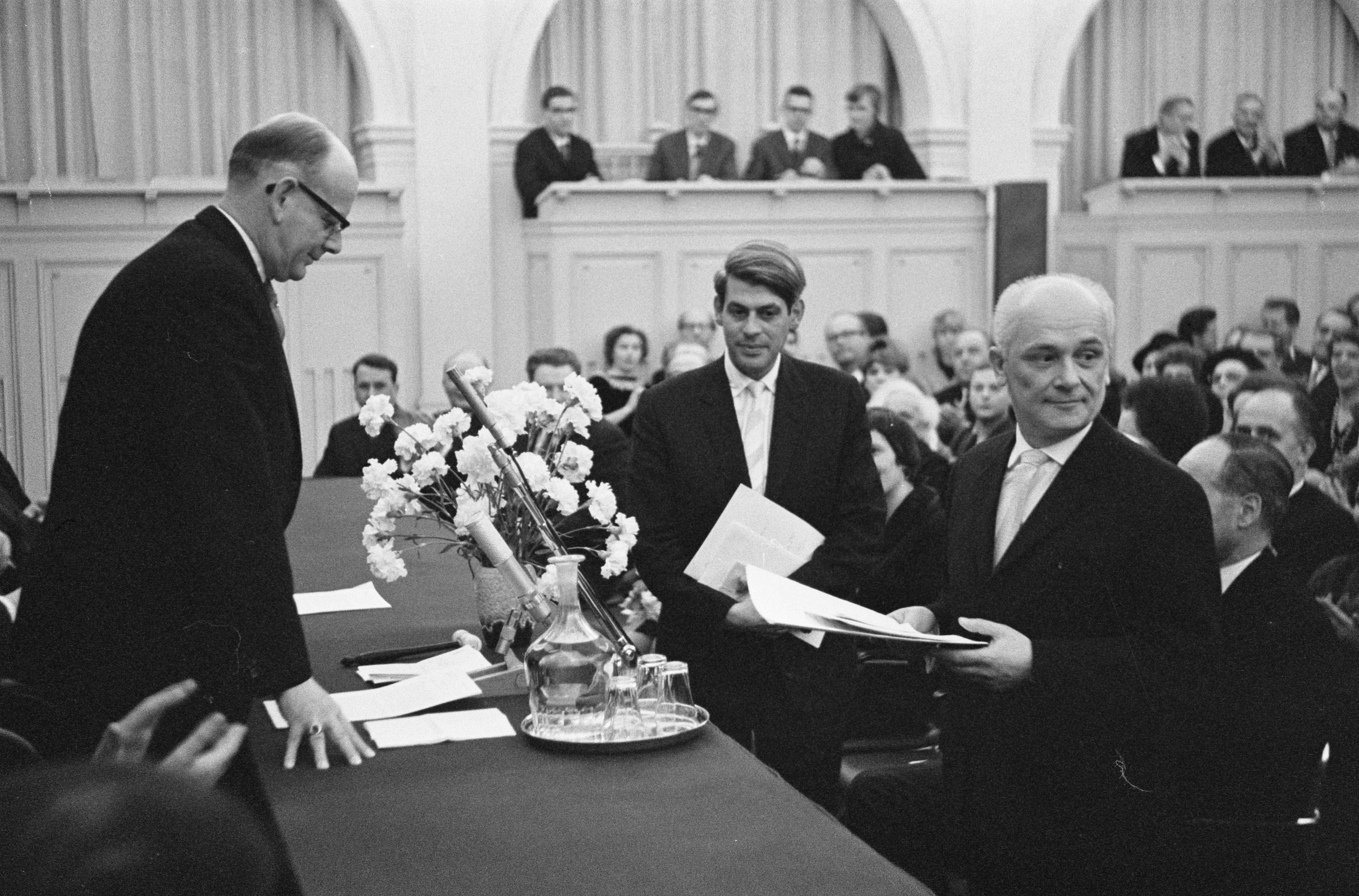
Johannes Piron (Mitte) – Den Haag, 1963

Johannes Piron (* 23. Juni 1923 in Frankfurt am Main; † 1989) war ein deutscher Schriftsteller und Übersetzer.

## Leben
Johannes Piron war der Sohn eines Innenarchitekten. Er besuchte Schulen in der Schweiz und den Niederlanden. Ende der 1930er Jahre bis in den Anfang der 1940er Jahre war er Schüler an der Quäkerschule Eerde, wo er 1941 Wolfgang Cordan kennenlernte. Mit ihm zusammen half er bei der Flucht einiger jüdischer Schüler aus der Quäkerschule und bewahrte sie vor dem Abtransport in ein Konzentrationslager. Bis zum Ende der Deutschen Besatzung war er gemeinsam mit Cordan im niederländischen Widerstand gegen die Deutschen aktiv: 

„Er sah aus wie ein junger Conte der Renaissance. Er wirkte italienisch. Wir haben das ausgenutzt. In den kommenden Jahren hielten ihn die Deutschen, im Jackett über der schwarzen Bluse, für einen italienischen Fascisten. Mehr als einmal wurde ihm von Nebentischen in Lokalen zugeprostet. Mit dem französischen Namen und deutschem Pass nebst fascistischer Gewandung ist er nie ernsthaft in Gefahr geraten, außer denen, die er selbst im Widerstand suchte.“

Von 1945 bis 1947 gehörte Johannes Piron der Redaktion der von Wolfgang Cordan in Amsterdam herausgegebenen Kulturzeitschrift Centaur an. Anschließend war er als Erzieher an der École d’Humanité im schweizerischen Ort Hasliberg tätig. Ab 1953 lebte er als freier Übersetzer in Berlin.
Johannes Piron übersetzte eine Vielzahl belletristischer Texte der verschiedensten Genres aus dem Niederländischen, Englischen, Französischen und Italienischen. 1963 erhielt er den niederländischen Martinus-Nijhoff-Preis für seine Übertragungen niederländischer Lyrik, 1976 wurde das von ihm übersetzte Buch Die Wächter von John Christopher mit dem Deutschen Jugendliteraturpreis ausgezeichnet.

## Werke
- Farbenspiele, Eremitenpresse, Frankfurt am Main 1954 (Titelgraphik von Hans Platschek)

## Übersetzungen (Auswahl)
- Bertus Aafjes: Abend am Nil, München 1961
- George Adamson: Safari meines Lebens, Hamburg 1969 (zusammen mit Karl Berisch)
- Piet van Aken: Das Begehren, Zürich 1958
- Lloyd Alexander: Die Stadtkatzen und andere Geschichten, Stuttgart 1983
- Fernando Arrabal: Arrabal, Darmstadt 1969
- Thomas Berger: Der letzte Held, Köln 1970
- Ruskin Bond: Die Straße zum Bazar, München 1957
- Jacques Borel: Die Anbetung, Köln [u. a.] 1967
- Simon Carmiggelt: Abenteuer mit Kindern, München 1955
- Patrick Skene Catling: Freddy Hill, Frankfurt a. M. 1970
- Gilbert K. Chesterton: Der Spiegel, München 1959
- Maurice Chevalier: Mein glückliches Leben, München [u. a.] 972
- John Christopher: Die Wächter, Recklinghausen 1975
- Hugo Claus: Der Kummer von Flandern, Stuttgart 1986
- Jean Cocteau: Hahn und Harlekin, München 1958
- Evan S. Connell: Liebenswerte Mrs. Bridge, München 1960
- Jan Cremer: Made in USA, Darmstadt 1969
- Eric Daguillon: Der große Spurt, Stuttgart 1983
- Jack Dann: Das Zeit-Tippen, Rastatt 1985
- Régis Debray: Die Grenze. Ein gewiefter Bursche, München 1968
- Alberto Denti di Pirajno: Das Mädchen auf dem Delphin, Düsseldorf [u. a.] 1957
- Peter Dickinson: Der Geisterjäger, Stuttgart 1980
- James P. Donleavy: Die bestialischen Seligkeiten des Balthasar B., Neuwied 1971
- A. den Doolaard: Am Fuße des Himmels, Stuttgart 1962
- Martin W. Duyzings: Mafia, Berlin [u. a.] 1964
- Ed van der Elsken: Das echte Afrika, Hamburg 1959
- Ben van Eysselstein: Harte Erde, München 1959
- William Fifield: Matadora, Herrin der Stiere, Karlsruhe 1961
- William Campbell Gault: Geld und Gewalt, Frankfurt/M. [u. a.] 1963
- Heeresma Inc.: Zu guter Letzt in Dublin, Frankfurt 1970
- Herwig Hensen: Lob der Bereitschaft, Zürich 1949 (zusammen mit Wolfgang Cordan)
- Audrey Hilton: England, England über alles, München 1958
- Victor Kelleher: Der Herr der dunklen Mächte, Erlangen 1985
- Frances Parkinson Keyes: Wo Heilige und Steine wachsen, Frankfurt a. M. 1964 (zusammen mit Martin Molitor)
- Alain Labrousse: Die Tupamaros, München 1971
- Michel Lamberti: Die Opium-Mafia, Frankfurt am Main 1973
- Albert Lamorisse: Der rote Luftballon, Düsseldorf 1957
- Gaston Leroux: Das Phantom der Oper, München 1968
- Esteban López: Liebe & Tarock, Frankfurt am Main 1972
- Bruce Lowery: Die Narbe, München 1965
- Katie Mandisodza: Katie, München 1956
- Carlo Manzoni: Alle Tage Sonnenschein, München 1956
- Gavin Maxwell: Wer erschoß Salvatore Giuliano?, Reinbek b. Hamburg 1963
- Adriaan Morriën: Alissa und Adrienne oder Die Erziehung der Eltern, München 1957
- Adriaan Morriën: Ein besonders schönes Bein, Zürich 1957
- Harry Mulisch: Strafsache 40/61, Köln 1963
- Hugues Panassié: Die Geschichte des echten Jazz, Gütersloh 1962
- Roger Peyrefitte: Vom Vesuv zum Ätna, Karlsruhe 1955
- K. M. Peyton: Ruth kauft Peters Pony, Stuttgart 1980
- Charles Plisnier: Du sollst nicht begehren, Karlsruhe 1954
- Frederik Pohl: Tod den Unsterblichen, Frankfurt am Main 1972
- John B. Priestley: Ironische Spiegelbilder, München 1959
- Victor S. Pritchett: New York, München [u. a.] 1966 (zusammen mit Eduard Linpinsel)
- Nick Quarry: Wer andern eine Grube gräbt, Frankfurt/M. [u. a.] 1962
- Timothy Robinson: Tödliche Logik, Reinbek b. Hamburg 1964
- Karin Roon: Verjüngte Lebenskraft durch neue Wege der Entspannung, Düsseldorf 1952
- Claude Roy: Léone, Berlin [u. a.] 1968
- Renate Rubinstein: Nichts zu verlieren und dennoch Angst, Frankfurt am Main 1980
- Pierre Schürer: Flucht mit dem Tretboot, Recklinghausen 1982
- Jorge Semprún: Was für ein schöner Sonntag!, Frankfurt am Main 1981
- Curt Siodmak: Das dritte Ohr, Frankfurt am Main 1973
- Peter Sourian: Miri, München 1958
- Jean-Jacques Thierry: Die Versuchung des Kardinals, Karlsruhe 1962
- Henri Troyat: Und bauten den Kindern kein Haus, Karlsruhe 1966
- Theun de Vries: Geliebt und bewundert, Göttingen 1985
- Paul Werrie: Liebe auf Spanisch, Düsseldorf 1965
- Cherry Wilder: Das Feuer, das am nächsten liegt, Rastatt 1982
- Colin Wilson: Die Seelenfresser, Berlin [u. a.] 1983
- Douglas Kenelm Winslow: Die Kunst, die Hosen anzubehalten, Düsseldorf 1966
- Ylla: Der kleine Elefant, Düsseldorf [u. a.] 1956
- Aya Zikken: Der Atlasfalter, München 1962
- Heinrich Robert Zimmer: Abenteuer und Fahrten der Seele, Zürich, 1961 (zusammen mit Lucy Heyer-Grote)